# Lathrapanteles papaipemae
Lathrapanteles papaipemae är en stekelart som först beskrevs av Muesebeck 1921.  Lathrapanteles papaipemae ingår i släktet Lathrapanteles och familjen bracksteklar. Inga underarter finns listade i Catalogue of Life.